# アンリ・ラヴィーナ

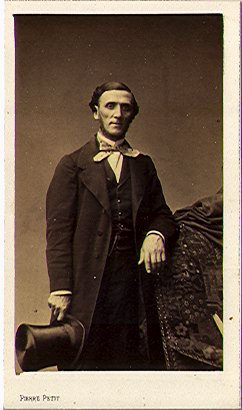
ピエール・プチによる写真。1860年代、パリにて

ジャン＝アンリ・ラヴィーナ（Jean-Henri Ravina, 1818年5月20日 – 1906年9月30日）はフランスの作曲家、ピアニスト。ボルドー生まれ。
ピアノ教師だった母の下で学んだ後、パリ音楽院でピアノを学んだ（アントワーヌ・ライシャには対位法・フーガを師事したが1835年の彼の死により中断している）。ピエル・ジョゼフ・ギョーム・ジメルマン門下生で、同窓のシャルル＝ヴァランタン・アルカン、アントワーヌ・マルモンテルとは親友であった。作品はピアノ協奏曲1曲と120作ほどのピアノ作品がほとんどで、それ以外は若いころに書いた軽い歌曲が数点あるのみである。その点、ショパン以上に徹底したピアニスト＝コンポーザーであったといえる。
初期はチェルニー、ショパン、タールベルクら先輩のピアニスト兼作曲家たちによって培われたテクニック、語法を徹底的に推し進める超絶的で快活な様式を特徴とする。1840年代以降は超絶・快活路線から方針を一変させ、作曲技法の洗練に集中し優美で質の高いサロンピースや練習曲を作曲した。後期はベートーヴェンの交響曲を4手用に編曲したり、ウェーバーやショパン作品の校訂を手掛けながら、上品な作品を書き続けた。生涯にわたって平明だがしかしきわめて色彩感豊かな和声の組み合わせ、転調を用いており、最晩年の20世紀に入ってもなお、作風を変えることはなかった。1861年にレジオンドヌール勲章のシュヴァリエ章を授与されている。
ラヴィーナの作品は、近年になって金澤攝が再評価しており、演奏会で取り上げている。

## 主要作品

### ピアノ作品
- 12の演奏会用練習曲 Op.1：師匠のジメルマンに献呈。
- 25の性格的練習曲 Op.3
- 優雅なロンド Op.4
- 3つのカプリス Op.6：アルカンに献呈。
- ワルツ Op.7（4手）
- 演奏会用作品 Op.8
- ディヴェルティメント Op.10
- 4つの小品（大ワルツ第一番、大ワルツ第二番、マズルカ第二番、舞曲） Op.11
- マズルカ Op.12
- ノクターン Op.13
- 12の様式と完成の練習曲 Op.14
- ディヴェルティメント第2番 Op.16
- 村のロンド Op.17
- 無窮動 Op.18
- ロンド・ポルカ Op.20
- シチリエンヌ Op.21
- エレジー Op.22
- 主題と変奏 Op.23
- バルカロール Op.24
- 無言歌 Op.27
- マウーラ Op.32
- ヴィラネッル Op.33
- ある夢 Op.36
- 乾杯の歌 Op.37
- 流浪の歌 Op.39
- 最初の告白 Op.40
- 優しい想い Op.41
- 皇帝行進曲 Op.43
- バラード Op.44
- ライエール Op.45
- イディール Op.46
- ベルジェリー Op.48
- 祈り Op.51
- ハバネラ Op.52
- 鳥 Op.53（4手）
- 魔術師 Op.54（4手）
- 幸福な日 Op.55
- 夕べの愉しみ Op.57（4手）
- 25の練習曲集 Op.60
- 魔女 Op.61
- 小さなボレロ Op.62bis （4手）
- ロシアの想い出 Op.64
- ル・シャルム Op.65
- ないしょ話 Op.66
- バッカナーレ Op.68
- チロリエンヌ Op.69（6手）
- 亡き子よ!―葬送詩 Op.70（1870年）：早世した息子の追悼に作曲。
- みじかいお話 Op.71
- 対話 Op.74
- 星の夜 Op.76
- 12の練習曲 Op.78（4手）
- 愛の涙 Op.79
- 収獲の歌 Op.80（4手）
- 鈴 Op.81
- 序奏とエール・ド・バレエ Op.82
- 12の芸術的練習曲 Op.83
- アンダンティーノ Op.84
- リタ Op.87
- 即興曲 Op.88
- ヌビエンヌ Op.91
- 孤独 Op.92
- 古典的なアレグロ Op.94
- 3つの無言歌 Op.95
- メヌエット Op.100
- 誘惑 Op.101
- 帆かけ船 Op.102
- 学徒の合唱 Op.103
- 煙突掃除夫 Op.104
- 蝶々 Op.109
- 100の前奏曲 Op.110
- ファンファーレ Op.111
- コンソレーション Op.112
- カンティレーヌ Op.113
- 悲しい想い Op.114
- ディヴェルティメント第3番 Op.115
- 12の表現的練習曲 — 最後の練習曲集（1903年）

### ピアノ協奏曲
- ピアノ協奏曲 Op.63